# Huozhou
Koordinaten: 36° 34′ N, 111° 44′ O
Huozhou (霍州市,  Huòzhōu Shì) ist eine chinesische kreisfreie Stadt in der Provinz Shanxi. Sie gehört zum Verwaltungsgebiet der bezirksfreien Stadt Linfen. Sie hat eine Fläche von 762,3 km² und zählt 272.987 Einwohner (Stand: Zensus 2020).
Die Halle Huozhou zhoushu datang 霍州州署大堂, die Stätte des Huozhou-Brennofens aus der Song- bis Mongolenzeit sowie der Guanyin-Tempel von Huozhou (Huozhou Guanyin miao 霍州观音庙) und der Wahuang-Tempel (Wahuang miao 娲皇庙) stehen auf der Liste der Denkmäler der Volksrepublik China.